# Cyworld
Cyworld (Hangul: 싸이월드) es un servicio de red social surcoreano manejado por SK Communications (Hangul: SK커뮤니케이션즈), una filial de SK Telecom (Hangul: SK텔레콤).
Los miembros cultivan relaciones formando Ilchon (Hangul: 일촌, Hanja: 一寸) o "amistades" de uno con el otro por su "minihompy" (la minipágina de entrada), que abarca una galería de foto, el vídeo, el tablón de anuncios, el libro de oro, la lista de amigo, y el tablón de anuncios personal. Los usuarios también pueden tener encarnaciones y "miniespacios (minicuartos)", pequeños, para decorar, parecidos a un apartamento en una proyección isométrica, por lo cual hace para una 
experiencia muy parecida a Sims. 

"Cy" en Cyworld podría significar "cibernético", pero es también un juego de palabras coreana con la relación (Hangul: ~ 사이 ) 'entre' 'pase').
El ingreso es generado por la venta de Dotori (Hangul: 도토리), "o bellotas", que entonces pueden ser usados para comprar bienes virtuales, como la música de fondo, muebles pixelados y aplicaciones virtuales. 
Cyworld también tiene operaciones en China y Vietnam.

## Historia
Cyworld nació en 1999 con un grupo de estudiantes del programa de MBA del Instituto Coreano de Ciencias y Tecnología (KAIST). Su nombre inicial fue People Square pero rápidamente pasó a llamarse Cyworld.
Lanzado el 1 de septiembre de 1999, Cyworld fue adquirido por SK Comunicaciones en 2003 y se convirtió en una de las primeras empresas en beneficiarse de la venta de bienes virtuales. Pronto se hizo muy popular en su mercado doméstico; en el año 2007 contaba con más de 21 millones de usuarios en Corea del Sur.
Su recepción en los países desarrollados, con los mercados de ultramar, no fue tan entusiasta. En 2010 Cyworld había cerrado sus operaciones en Alemania, Japón y los Estados Unidos. A partir de 2009, continúa prestando servicio a los mercados de China y Vietnam, donde cuenta con una base de suscriptores de 7 millones y 450.000, respectivamente.

## NateOn
NateOn
Cyworld colabora con Nate.com, un ampliamente utilizado un servicio de mensajería instantánea en Corea. Si los usuarios Cyworld compran fuentes con Dotori en Cyworld, también pueden ser utilizadas por las personas con NateOn.

## Dotori
Cyworld utiliza su propia moneda virtual llamada Dotori o Ttori (Hangul: 도토리), o "bellotas". Uno dotori cuesta 100 won, y se utilizan para la compra de bienes virtuales. Los precios varían de dos bellotas para una pintura mural o 6 bellotas de una canción que juega en su mini-habitación, a 40 por encima de un fondo para la propia página web durante un año.

## Efectos sobre la cultura de Internet
Cyworld ha tenido un gran efecto en la cultura de Internet de Corea, que difiere de la de los Estados Unidos. La socialiaté y celebridades coreanas de renombre poseen cuentas de Cyworld, donde dan los detalles de sus próximas giras y las obras que publican, como Duk-En Joo, poeta y autor del best seller El significado de los significados.
En adición, en 2006, Cyworld recibió el Wharton Infosys Business Transformation Award por ser una organización que ha hecho un buen uso de las IT para la transformación.